# Shannon Chan-Kent
Shannon Chan-Kent (født 23. september 1988) er en canadisk komiker og skuespiller.